# U nang bã nhờn
U nang bã nhờn là một thuật ngữ thường được sử dụng để chỉ một trong hai:
- U nang biểu mô (còn gọi là u nang biểu bì, u nang ngoại bào), hoặc
- U nang Pilar (còn được gọi là u nang trichelemmal, u nang isthmus-catagen).

Cả hai loại u nang trên đều chứa keratin, không phải bã nhờn và không có nguồn gốc từ tuyến bã nhờn. U nang biểu mô có nguồn gốc từ lớp biểu bì và u nang pillar có nguồn gốc từ nang lông. Do đó, về mặt kỹ thuật, chúng không phải là u nang bã nhờn. U nang bã nhờn "thật", u nang có nguồn gốc từ tuyến bã nhờn và có chứa bã nhờn, tương đối hiếm và được gọi là steatocystoma simplex hoặc, nếu nhiều, là multiplex steatocystoma.
Các chuyên gia y tế đã gợi ý rằng nên tránh thuật ngữ u nang bã nhờn vì nó có thể gây hiểu nhầm. :31 Tuy nhiên, trong thực tế, thuật ngữ này vẫn thường được sử dụng cho u nang biểu bì và u nang pillar.

## Dấu hiệu và triệu chứng

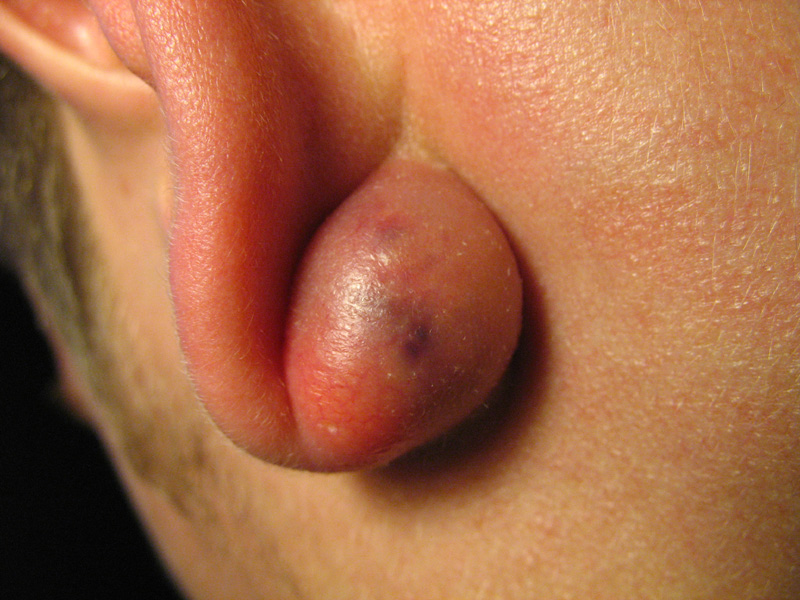
Cận cảnh một u nang bã nhờn bị nhiễm bệnh nằm phía sau dái tai.

Da đầu, tai, lưng, mặt và cánh tay trên là những vị trí phổ biến của u nang bã nhờn, mặc dù chúng có thể xảy ra ở bất cứ đâu trên cơ thể ngoại trừ lòng bàn tay và lòng bàn chân. Ở nam giới, một vị trí phổ biến để chúng phát triển là bìu và ngực. Chúng phổ biến hơn ở các khu vực có nhiều lông, trong trường hợp thời gian dài chúng có thể dẫn đến rụng tóc trên bề mặt da ngay phía trên u nang. Chúng mượt mà khi chạm vào, kích thước khác nhau và thường có hình tròn.
Chúng thường là các khối di động có thể bao gồm:
- Mô sợi và chất lỏng,
- Một chất béo (keratin) giống như phô mai, trong trường hợp đó, u nang có thể được gọi là "u nang keratin". Vật liệu này có mùi "pho mát" hoặc mùi hôi chân đặc trưng,
- Một chất lỏng hơi nhớt, có chứa huyết thanh (chứa vật liệu có mủ và có máu).

Bản chất của nội dung của một u nang bã nhờn và của viên nang xung quanh của nó, khác nhau tùy thuộc vào việc u nang đã bị nhiễm trùng hay chưa.
Với phẫu thuật, một u nang thường có thể được cắt bỏ toàn bộ. Kỹ thuật phẫu thuật kém, hoặc nhiễm trùng trước đó dẫn đến sẹo và trói nang vào mô xung quanh, có thể dẫn đến vỡ trong quá trình cắt bỏ và loại bỏ. Một u nang được loại bỏ hoàn toàn sẽ không tái phát, mặc dù nếu bệnh nhân có khuynh hướng hình thành u nang, các u nang tiếp theo có thể phát triển trong cùng một khu vực chung.

## Nguyên nhân
Nồng độ testosterone cao và sử dụng steroid đồng hóa androgenic  sẽ gây ra các u nang như vậy.
Một trường hợp đã được báo cáo về một u nang bã nhờn được gây ra bởi Dermatobia hominis.
Nguyên nhân di truyền của u nang bã nhờn bao gồm hội chứng Gardner và hội chứng nevus tế bào đáy.